# Chersotis grammiptera
Chersotis grammiptera är en fjärilsart som beskrevs av Jules Pièrre Rambur 1839. Chersotis grammiptera ingår i släktet Chersotis och familjen nattflyn. Inga underarter finns listade i Catalogue of Life.